# Daiki Takamatsu
Daiki Takamatsu (jap. 高松大樹 Takamatsu Daiki; ur. 8 września 1981 Ube w prefekturze Yamaguchi) - japoński piłkarz grający na pozycji napastnika, reprezentant kraju.

## Statystyki
| Reprezentacja Japonii | Reprezentacja Japonii | Reprezentacja Japonii |
| Rok                   | Mecze                 | Gole                  |
| --------------------- | --------------------- | --------------------- |
| 2006                  | 1                     | 0                     |
| 2007                  | 1                     | 0                     |
| Razem                 | 2                     | 0                     |

## Osiągnięcia
- Puchar Cesarza: 2011
- Puchar J-League: 2008